# A vegetarianizmus világnézete
A vegetarianizmus nemcsak egy táplálkozási gyakorlat, hanem egy kiterjedt eszmerendszer is, ami megköveteli a húsmentes táplálkozást. A vegetarianizmus világnézete a modern társadalmakban a reform- vagy natúrtáplálkozási irányzatok egyike, így követői rendszerint nagy hangsúlyt fektetnek az egészség tudatos megőrzésére. Emellett a hústermelés ökológiai költségessége, illetve a nagyipari előállításhoz társuló jelentős környezetterhelés és környezetszennyezés következtében kapcsolatban áll a környezetvédelemmel; az állatok életminőségének, leölésének és tárgyként való kezelésének etikai aggályai miatt pedig szorosan összefonódik az állatvédelemmel és az állatjogi mozgalommal is.

## Etikai/filozófiai szempontok

### Az attitűd kérdése –Fajizmus
Gyakori előfeltevés, hogy a húsok mellőzésére kizárólag egyfajta túlzott „állatszeretet” vagy szentimentalizmus szolgáltathat alapot. Ezt a feltevést cáfolni látszik az a tény, hogy több modern filozófiai munkában objektív megközelítéssel is igazolhatatlannak találták az állatokkal szemben tanúsított jelenlegi viszonyulásunkat.
A modern állatjogi vagy állatfelszabadítási mozgalom létrejöttében nagy szerepet játszott Peter Singer ausztrál filozófus Állatfelszabadítás (Animal Liberation) (1975) című könyve. Singer a könyvében elsőként kifejti, hogy az erkölcsi alapelveinknek kivétel nélkül az egyes lények képességei és érdekeltségei szolgáltatnak alapot; tehát alapjában véve azért óvjuk embertársainkat a fájdalomtól, félelemtől és erőszaktól, mert megvan a képességük ezek átélésére, így erős érdekük kötődik ahhoz, hogy mindettől mentesen éljenek. Ezután megvilágítja, hogy a fejlett idegrendszerrel rendelkező nonhumán állatok hozzánk hasonló módon birtokában vannak ezeknek az alapvető képességeknek és érdekeltségeknek, így kizárólag igazolhatatlan módon zárhatjuk ki őket az erkölcsi megfontolás köréből. Ezt az igazolhatatlan humán attitűdöt egyfajta önkényes diszkriminációként írja le, melyet a rasszizmus és szexizmus analógiájára fajizmusnak (szpécieszizmusnak) nevez. Kitér a diszkriminatív attitűdök közös jellemzőjére: hogy a saját csoportunk tagjainak kisebb jelentőségű érdekeltségeit önkényesen más csoportok tagjainak nagyobb jelentőségű érdekeltségei fölé helyezzük; rámutatva arra, hogy a húsevéssel a triviális gasztronómiai érdekeltségünket szükségszerűen a nonhumán állatok legalapvetőbb érdekeltségeinek sérelmére elégítjük ki.
Tehát a vegetarianizmus és veganizmus a követői álláspontja szerint nem egyfajta túlzott szentimentalizmus, hanem a modern ember erkölcsi alapelveinek józan ész szerinti alkalmazása és kiterjesztése. Valójában az „állatbarát” jelző vegetarianizmussal való kapcsolatba hozása önmagában is a fajista gondolkodásmód megnyilvánulása, mely hasonlóságot mutat például a rasszista személyek által használt „niggerbarát” jelzővel. Hasonlóképpen diszkriminatív pusztán azzal érvelni, hogy az állatok azért nem számítanak, „mert állatok”.

### Karnizmus
Melanie Joy 2001-ben alkotta meg a karnizmus fogalmát, ami a húsevés mögött húzódó ideológiát tárgyalja.

### A tartásmód kérdése – Nagyüzemi termelés
Az etikai ellenvetések központi témáját képezi az állattartás módja. Elsősorban a napjainkban elterjedt nagyüzemi állattartással szemben fogalmaznak meg kifogásokat az állatok ügyében érdekelt személyek, azzal a kifejezett céllal, hogy megismertessék a vevőközönséget az ilyen állati termékek fogyasztásának tényleges következményeivel.
Az intenzív állattartás általánosságban az állatok összezsúfolására és tárgyként való kezelésére épül. Következetesen megvonják tőlük a testmozgás lehetőségét, hiszen azzal energiát égetnének, mely anyagi veszteséghez vezet. A zsúfoltság és az állatok rossz egészségi és mentális állapota miatt jelentősen megnövekszik a megbetegedések és azok elterjedésének kockázata, ezért az állattartók nagy mennyiségű gyógyszert használnak. Az állatokat ezenkívül, szintén a zsúfoltság miatt és a termelékenység végett, természetellenes módon táplálják, valamint módszeresen, rendszerint érzéstelenítés nélkül megcsonkítják: például a tojótyúkok csőrének a végét forró pengével lemetszik; a hím disznókat kasztrálják, illetve letörik a fogukat, kurtítják a farkukat, a fülükből pedig darabokat vágnak ki azonosítás céljából. Mindemellett természetellenes módon, maximális hízásra tenyésztik az állatokat, amely belső szervi megbetegedésekhez és testi torzulásokhoz, így szenvedéshez vezet az életük során.
Az ilyen üzemekben számtalan más módon is megnyilvánul az állatok tárgyként való kezelése: a tojótyúkok tenyésztésekor „keletkező” hím csibéket melléktermékként kezelve elpusztítják, például fullasztással vagy egy nagy fordulatszámú darálóval.

### Idézetek híres személyektől

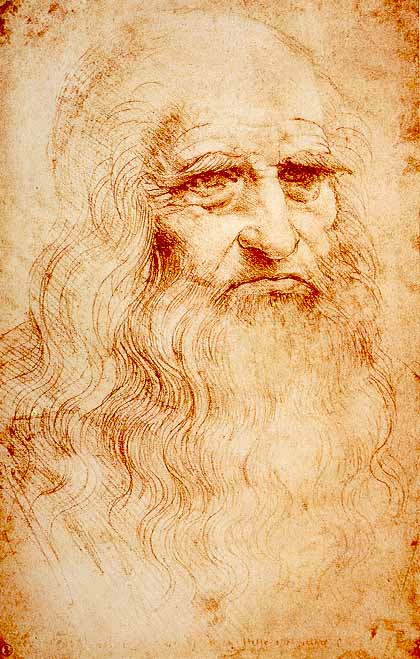
Leonardo da Vinci

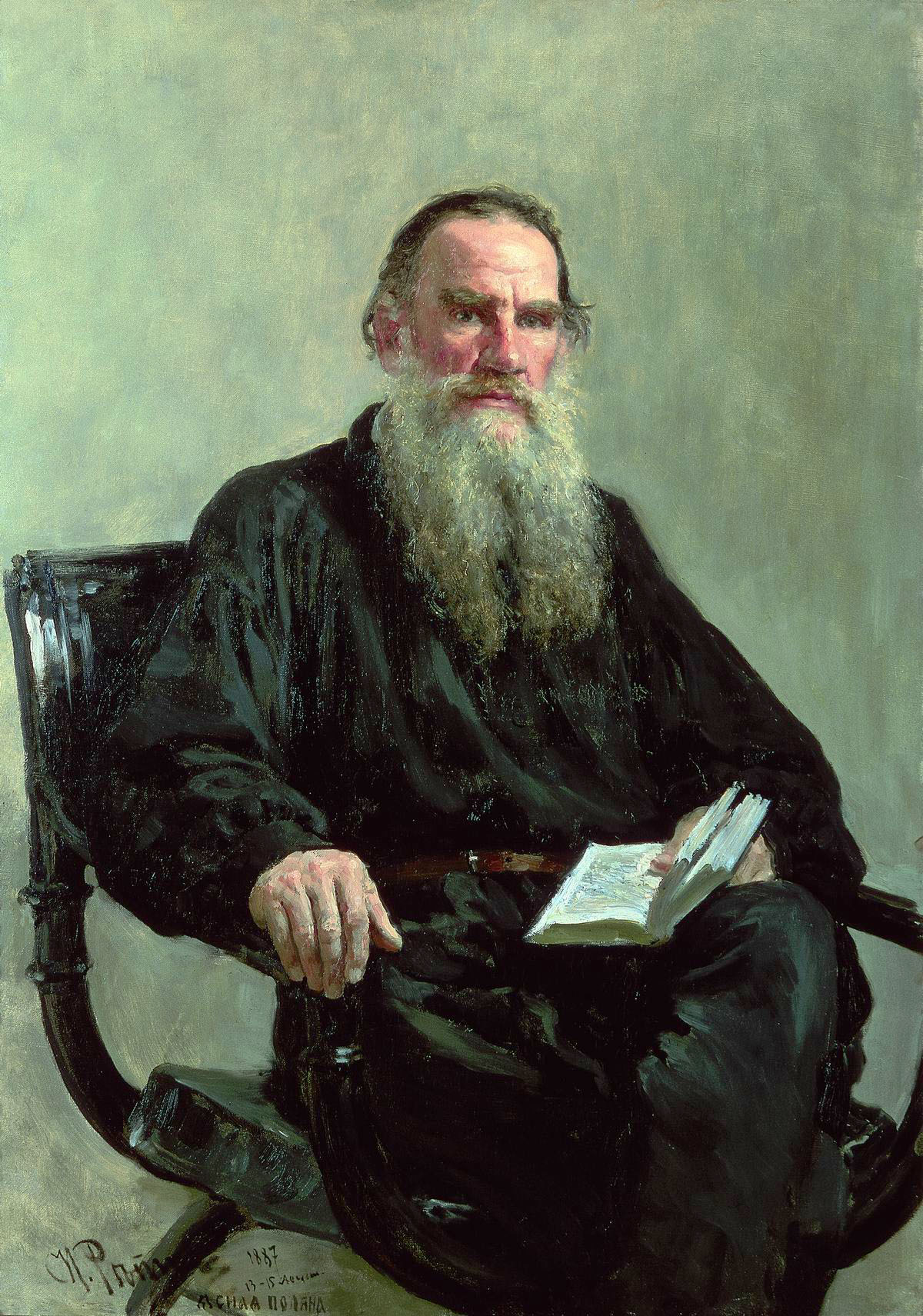
Lev Nyikolajevics Tolsztoj

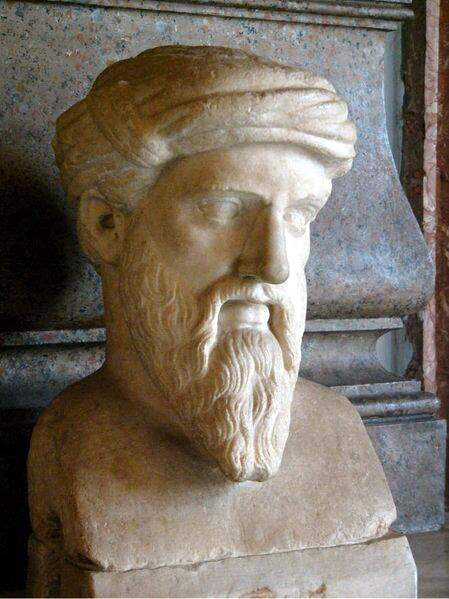
Pitagorasz

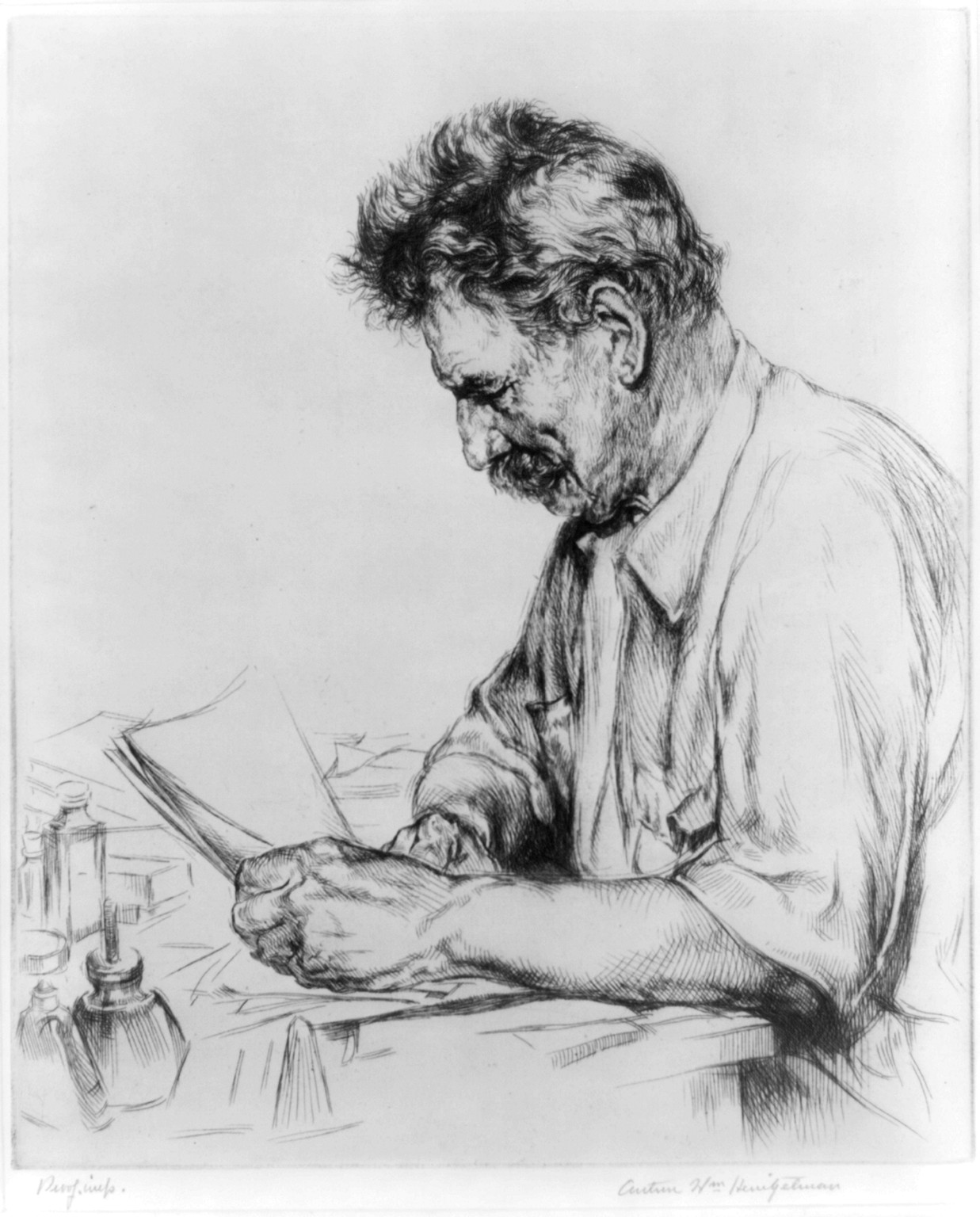
Albert Schweitzer

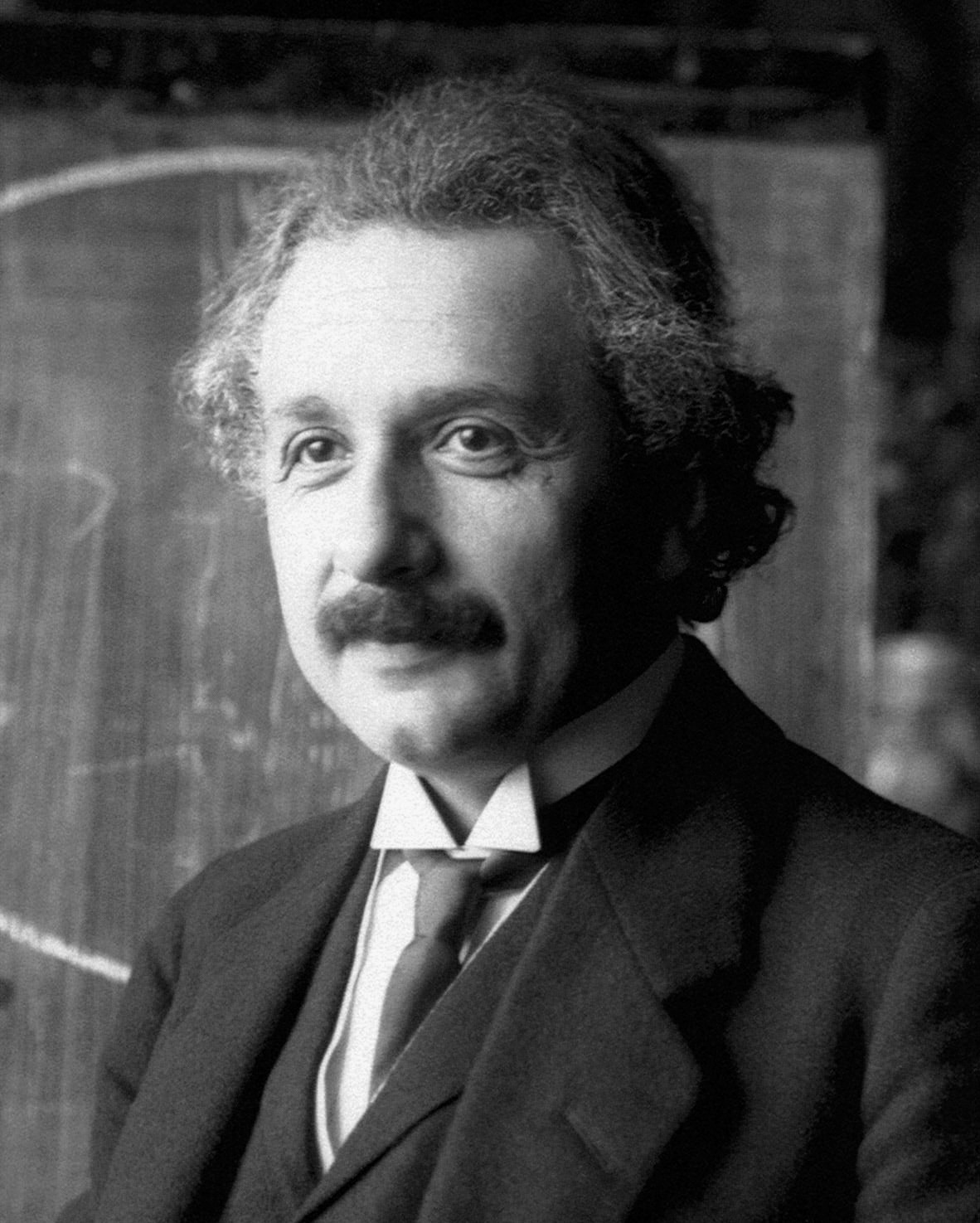
Einstein

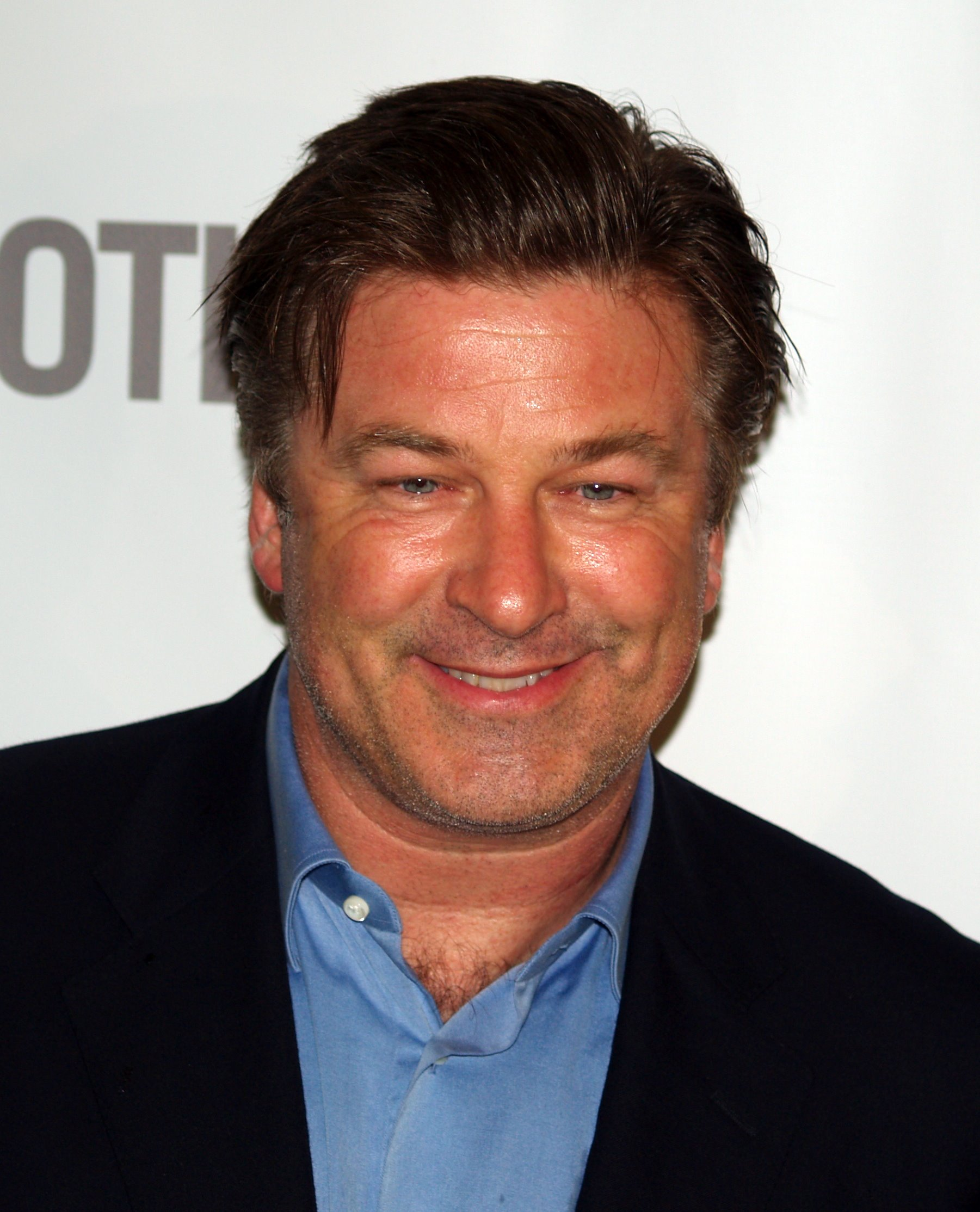
Alec Baldwin

- „Ha látjátok, hogy gyerekek macskák, vagy madárkák kínzásával szórakoznak, akkor megtiltjátok ezt nekik és szánalmat keltetek bennök az élőlények iránt; de ti magatok vadászni mentek, galamblövészetre, lóversenyre jártok és oly ebédhez ültök, amihez több élőlényt öltek le. Hát ekkora ellentmondás se szúrjon szemet és ne fékezze meg az embert?” – Lev Tolsztoj
- „Az emberiség fejlődésének útja, hogy lemondjon a húsevésről, ugyanúgy, mint ahogy a vad törzsek abbahagyták egymás megevését, amikor civilizáltabb törzsekkel kerültek kapcsolatba…” – Henry David Thoreau
- „Ha a vágóhidaknak üvegfaluk lenne, mindenki vegetáriánus lenne.” – Paul McCartney
- „Bár az ember az állatok királya, mégis borzalmas dolgokat művel. Mások élete árán élünk. Temetőhelyek vagyunk. Gyermekkoromtól visszautasítottam a húsevést.” – Leonardo da Vinci
- „A húsevés provokálatlan gyilkosság.” – Benjamin Franklin
- „Az élet tiszteletének erkölcse minden élőlény iránt könyörületességet követel, ez összhangban van az egészséges gondolkozású ember természetes érzelmeivel.” – Albert Schweitzer
- „Mindaddig, amíg az Ember könyörtelen pusztítója lesz az alacsonyabb szintű élőlényeknek, nem fogja ismerni sem az egészséget, sem a békét.” – Pitagorasz
- „Mások azért élnek, hogy egyenek, én azért eszem, hogy éljek.” – Szókratész
- „Ha állatokról van szó, akkor mindenki nácivá lesz… az állatok számára minden nap Treblinka.” – Isaac Bashevis Singer
- „Minden alkalommal, amikor leülünk étkezni, választással élünk. Arra kérlek, válaszd a vegetarianizmust. Tedd ezt… az állatokért. Tedd a környezeted védelmében, és tedd az egészséged érdekében.” – Alec Baldwin
- „A legtöbb, mit ember tehet a Föld jövőjéért, hogy vegetáriánussá válik.” – Albert Einstein
- „Semmi sem olyan üdvös az emberek egészsége szempontjából, és biztosít nagyobb esélyt a Földünkön lévő élet túlélése érdekében, mint a vegetáriánussá való fejlődés.” – Albert Einstein
- További idézetek a vegetarianizmussal kapcsolatban
- További híres vegetáriánusok

## Környezetvédelem
Számos jelentés és kutatás megerősítette, és a fejlett államokban lassanként közismert ténnyé válik, hogy az állattartás jelentős környezetszennyezéssel és környezetpusztítással jár, valamint pazarlóan bánik a növényi és egyéb természeti erőforrásokkal:
- Az Európai Bizottság elismerte, hogy az Európában megtermelt gabona elegendő a lakosság táplálására, de csak nagyjából 20%-ban fedezi az állattartó telepek szükségleteit.[6]
- Az Európai Unióban jelenleg annyi húst fogyasztunk, aminek az előállítása nem fedezhető helyi erőforrásokból; az állatok hízlalásához szükséges takarmány előállítása az Unió alapterületénél hétszer nagyobb területet igényel.[4]
- A FAO és a WHO számításai szerint 1 hektár földdel 22 embert lehet ellátni egy évig, ha krumplit termelnek rajta, 19 embert, ha rizst, és csak 1–2 embert, ha birkát vagy szarvasmarhát.[4]
- A National Geographic 2007. januári beszámolója szerint az állattartás miatt az utóbbi 40 évben az amazóniai esőerdők 20%-át vágták ki.[4]
- 0,2 kg marhahús előállításához 25 000 liter vízre van szükség, míg az ENSZ Fenntartható Fejlődés Bizottságának 2004-es jelentése szerint egy cipóhoz szükséges liszt előállítása 550 liter vizet igényel.[4]
- A Föld teljes felszínének harmadát és az összes mezőgazdasági művelésre alkalmas terület 2/3-át használja az állattartás. Napjainkban csaknem 4,3 milliárd négylábú haszonállat és mintegy 18 milliárd baromfi él a bolygónkon. A mezőgazdaság által megtermelt növények jelentős hányadát – például a világ szójababtermésének 80%-át, de a tengereken fogott halak 2/3-át is – állatokkal etetik fel.[4]
- Az állattartás következtében jelentős mennyiségű hulladék és szennyvíz keletkezik, amelyek talaj- és vízbázisszennyező hatása ismert.[4]
- A hústermelés, és így a húsfogyasztás is nagyban hozzájárul a globális felmelegedéshez: A Világ állapotának 2004-es kiadása[8] szerint az állatállomány bocsátja ki a világ évi metántermelésének 16%-át, a Physics World 2005 szerint pedig azok az állatok, amelyeket elfogyasztunk, az emberi tevékenységnek tulajdonítható széndioxid-mennyiség 21%-át bocsátják ki.[5]
- 1950 óta az emberiség húsfogyasztása megötszöröződött, 1970 óta pedig megduplázódott.[4]

Ezen okokból, illetve a környezet állapotát és a helyi/globális közegészségügyi/társadalmi problémákat figyelembe véve számos környezetvédő és vegetáriánus azon az állásponton van, hogy az állattartás és húsfogyasztás nemcsak hogy etikátlan, de nem is tartható fenn a napjainkra jellemző mértékben és minőségben.
- Kapcsolódó sajtókiadványok:
  - Népszabadság Online – A környezetgyilkos hús: meglepő érv a vegetarianizmus mellett
  - Egy másik kellemetlen igazság: a hús és a globális felmelegedés – Tudatos Vásárló Tudatos Vásárló – Egy másik kellemetlen igazság: a hús és a globális felmelegedés]
  - Origo Nagyvilág – A húsevőket tartják a klímaváltozás csúcsragadozóinak
  - Greenfo – Egyen kevesebb húst: a húsfogyasztás globális szemszögből
  - Világgazdaság Online – A húsevés fokozza a globális felmelegedést Archiválva 2009. február 27-i dátummal a Wayback Machine-ben
  - Hús, hús, hús – Moziban a Megetetett társadalom – Tudatos Vásárló Tudatos Vásárló – Hús, hús, hús: moziban a Megetetett társadalom]
  - A fokozott húsfogyasztás világméretű kockázatai – Tudatos Vásárló Tudatos Vásárló – A fokozott húsfogyasztás világméretű kockázatai]

## A vegetarianizmus kritikájának kritikája
- A vegetarianizmus kockázatait csak az általános életvitel hasonló kockázatainak viszonylatában lehet érdemlegesen megítélni, a vegetarianizmust bírálók azonban rendszerint abszolút kockázatokat említenek. A széles körben elterjedt dohányzás és túlzott alkoholfogyasztás, a finomított alapanyagok és gyorséttermi termékek töméntelen fogyasztása, a tömeges méreteket öltő elhízás és cukorbetegség a zöldségek és gyümölcsök mellőzésével karöltve köztudottan jelentős károkat okoz, nemcsak egyéni, de társadalmi és gazdasági szinten is. Az az érvelés, amely nem a közegészségügy ezen meglévő problémáinak viszonylatában értékeli a vegetarianizmust, nem alkothat objektív képet arról; hiszen a reforméletmód ezen irányzata nem csupán a húsok mellőzését foglalja magában, hanem a gyakorlatban összefonódik az egészség tudatos megőrzésével, következésképp a káros szenvedélyek, valamint az egészségre ártalmas élelmiszerek és fogyasztási magatartások mellőzésével. Vegetáriánus szemszögből lényeges tényező továbbá, hogy még ha az egyénnek esetleg nem is, a környezetterhelés és a környezetvédelem szempontjából mindenképpen gyümölcsöző a húsok mellőzése – az általánosan elfogadott és bírálatot nem kapó káros szenvedélyekkel és túlfogyasztással szöges ellentétben.
- A vegetarianizmus megítélésének objektivitása szükségszerűen sérül, ha a megítélés nem tapasztalt vegetáriánus személy által vagy nem tapasztalt vegetáriánus személy közreműködésével történik, hiszen ilyen esetben a megítélésnek csak a saját étrend, a társadalmi vagy kulturális norma, illetőleg egy vélelmezett vegetáriánus étrend szolgálhat alapul. Fontos szem előtt tartani, hogy a vegetarianizmus nem egyenlő a hústól megfosztott húsalapú étrenddel, hiszen a hús mellőzése egy komplex folyamat keretében új alapanyagokhoz, ételekhez, ételkészítési technikákhoz és étkezési szokásokhoz vezet, ahogyan ez más, jelentős vegetáriánus múlttal rendelkező kultúrákban is megfigyelhető.

## Gyakori tévhitek a vegetarianizmussal kapcsolatban

### A vegetáriánusok szóján és húshelyettesítőkön élnek
A közhiedelemmel ellentétben nem jellemző különösebben a vegetáriánusokra a gabonahúsok (szejtán), a szójakockák, a szójagranulátumok, a növényi alapú kolbászfélék, illetve az egyéb, kifejezetten húsok helyettesítésére és imitálására szolgáló termékek fogyasztása. Ezek a termékek elsősorban a vegetáriánus életmód kezdetén kaphatnak nagyobb szerepet, amikor az egyén jellemzően a megszokott ételeit próbálja elkészíteni hús nélkül. A tudatos vegetáriánusok jelentős része idővel a keleti konyha felé fordul, amely nagy számban tartalmaz teljes értékű növényi ételeket. A mindennapos vegetáriánus étrend a zöldségek és gyümölcsök mellett rendszerint nagy választékban és számtalan módon felhasználva tartalmazza az alábbiakat:
- Gabonák (rizs, köles, árpa, hajdina, amaránt, búza, tönkölybúza, rozs, zab…)
- Száraz hüvelyesek (babok, borsók, lencsefélék; sárgaborsó, csicseriborsó, vörös lencse, urad dál, mung dál…)
- Olajos magvak (dió, mogyoró, szezámmag, lenmag, napraforgómag, kókuszdió, mandula…)
- Egzotikus fűszerek (chili, fahéj/kasszia, fekete kősó, gyömbér, hing, kardamom, kalonji, koriander, kurkuma, lepkeszegmag, mustármag, római kömény, szegfűbors, szegfűszeg…)

### A vegetáriánusok a kutya- és macskaügyek eltökélt segítői
A vegetáriánus közösségeket jellemzően megosztja a húsevő háziállatok tartásának és védelmének kérdése. Sok következetes vegetáriánus számára a vegetarianizmus nem elsősorban azt jelenti, hogy mellőzi a húsfogyasztást, hanem sokkal inkább egy általános törekvés arra nézve, hogy az emberi tevékenység következtében minél kevesebb állat szenvedjen. Az ilyen, következetes vegetáriánusok úgy látják, hogy a hobbiból tartott húsevő állatok által elfogyasztott hús előállításához kapcsolódó szenvedésért az ember felelős, hiszen az állattartás, illetve a húsevő állat választása alapjában véve emberi döntésen alapszik. Akadnak, akik teljes egészében elvetik a háziállattartás intézményét, így nem támogatnak háziállatvédő szervezeteket. A háziállattartó vegetáriánusok körében léteznek érvek, törekvések és eredmények a macskák és kutyák húsmentes táplálására vonatkozóan, de ennek megítélése szintén megosztja a vegetáriánus közösségeket.

### Fórumok
- A vegetáriánus kutya csoport a Facebookon
- Vegan Cats csoport a Facebookon (angolul)